# Michaelnbach
Michaelnbach est une commune autrichienne du district de Grieskirchen en Haute-Autriche.